# 3030
3030 é um grupo brasileiro de rap fundado em 2008 pelos rappers Rod, LK e Bruno Chelles. O grupo é característico pela abordagem musical do hip hop, MPB, samba, jazz e demais ritmos em suas composições.

## História
Iniciado em 2009, em Arraial d'Ajuda, o nome do grupo é uma referência à pizzaria local que as pessoas ligavam após a fome consequente do fumo da maconha. Questionados sobre as influências musicais que lideram o grupo, os integrantes citaram Kendrick Lamar e Eminem como defluentes, refutando a necessidade da objetificação sexual feminina e de letras que retratem sobre ostentação. 
Em 2014, o grupo teve a oportunidade de ter a canção "O berço" como parte da trilha-sonora do filme Trash - A Esperança Vem do Lixo, estrelado por Rooney Mara, Wagner Moura, Martin Sheen e Selton Mello. Em 2018, lançaram um quarto álbum de estúdio, "Alquimia", responsável por abordar uma temática espiritual, transformante e de posicionamento sociopolítico. Considerado o mais conceitual da carreira do grupo devido às mesclagens musicais, o penúltimo disco conta com participações de Emicida, Arthur Verocai e MV Bill.